# 완주 송광사 명부전 소조지장보살삼존상 및 권속상 일괄
완주 송광사 명부전 소조지장보살삼존상 및 권속상 일괄(完州 松廣寺 冥府殿 塑造地藏菩薩三尊像 및 眷屬像一括)은 대한민국 전북특별자치도 완주군에 있는 불상이다. 1999년 4월 23일 전라북도의 유형문화재 제168호로 지정되었다.

## 같이 보기
- 송광사

## 참고 자료
- 송광사명부전소조지장보살삼존상및권속상일괄 - 국가유산청 국가유산포털